# Heteronyx cliens
Heteronyx cliens är en skalbaggsart som beskrevs av Blackburn 1910. Heteronyx cliens ingår i släktet Heteronyx och familjen Melolonthidae. Inga underarter finns listade i Catalogue of Life.